# Rebellion (Band)
Rebellion ist eine deutsche Power-Metal-Band. Entstanden ist Rebellion, als Uwe Lulis die Band Grave Digger im Jahre 2000 verließ. Mit ihm gründete Tomi Göttlich als Texter von Grave Digger die Band Rebellion.

## Geschichte
Rebellion wurden im Jahr 2001 gegründet, nachdem Gitarrist Uwe Lulis die Band Grave Digger im Jahr 2000 verlassen hatte. Mit seinem ehemaligen Grave-Digger-Weggefährten, Bassist Tomi Göttlich (ex-Asgard), hob man Rebellion aus der Taufe. Komplettiert wurde das erste Line-up durch Sänger Michael Seifert (ex-Xiron, ex-Black Destiny), Gitarrist Björn Eilen (ex-Warhead) und Schlagzeuger Randy Black (ex-Annihilator). Ein Plattenvertrag bei Drakkar Records war schnell unterzeichnet.
Das erste Album „Shakespeare's MacBeth – A Tragedy in Steel“ erschien im Jahr 2002. Auf diesem arbeitete die Band das namensgebende Stück komplett ab und verwendete hierbei auch ausgiebige Sprechpassagen. Ursprünglich wollte Tomi Göttlich das Thema bereits mit Grave Digger nach deren „Tunes of War“-Album verarbeiten, durch sein Ausscheiden aus der Band kam es jedoch nicht mehr dazu. Im Anschluss unterstützte man Running Wild auf deren Tour und ging auch auf eine eigene Headliner Tour. Ebenfalls spielte man auf der Party Stage des Wacken Open Air 2002.
Bereits 2003 legte man mit „Born a Rebel“ das zweite Album vor. Im Gegensatz zum Erstling war dieses ein sehr geradliniges, raues und erdiges Heavy Metal Album im Stil der 80er Jahre. Die Texte behandelten die im Heavy Metal üblichen Themen wie den Drang nach Freiheit, Krieg oder einen kritischen Umgang mit christlicher Religion. Erneut ging man auf Headliner Tour und spielte als Support von U.D.O. Weitere Highlights waren ein Auftritt beim „Bang your Head“-Festival und auf dem „Metal Daze“-Festival in Spanien mit Bands wie Iron Maiden, Slayer und Saxon. Im Anschluss an die Touren verließ Schlagzeuger Randy Black die Band und ging zu Primal Fear.
Mit dem neuen Schlagzeuger Gerd Lücking und einem neuen Plattenlabel (Massacre Records) kehrte man im Jahr 2005 zu den Konzeptalben zurück. Mit „Sagas of Iceland – The History of the Vikings Part 1“ veröffentlichte man den ersten Teil der Wikinger-Trilogy. Auf diesem behandelte man die Geschichte der bekanntesten Wikinger der skandinavischen Geschichte und deren Sagas. Der in „Sons of the Dragonslayer“ besungene Ragnar Lodbrok sollte Jahre später durch die Fernsehserie „Vikings“ noch zu großer Bekanntheit gelangen. Es  ist bis heute das meistverkaufte Album der Band. Vor der anstehenden Headliner Tour musste man allerdings den Ausstieg von Gitarrist Björn Eilen hinnehmen. Eilens Nachfolgerin wurde Simone Wenzel, die Uwe Lulis bei einem Konzert kennengelernt hatte. Nachdem er einige Monate später ein Konzert von Wenzels damaliger Band Misfit gesehen hatte, war ihr Einstieg beschlossene Sache. Im Jahr 2006 spielte man zudem einen Gig auf dem „Summer Breeze“-Festival.
2007 erschien der zweite Teil der Wikinger-Trilogy mit Namen „Miklagard – The History of the Vikings Part 2“. Miklagard ist hierbei das altnordische Wort für die Stadt Konstantinopel, dem heutigen Istanbul. Textlich dreht sich das Album um die Reise eines jungen schwedischen Wikingers, der von seinem Heimatdorf aufbricht, um nach Miklagard zu segeln. Das Intro zum Album wurde vom Morgana Lefay Sänger Charles Rytkönen auf Schwedisch eingesungen. Auch diesmal ging es für die Band auf Headliner Tour. Zum Titeltrack des Albums wurde zudem erstmals in der Bandgeschichte auch ein Musikvideo gedreht.
Zwei Jahre später nahm man den von Göttlich/Lulis geschriebenen Grave-Digger-Song „Rebellion“ neu auf und veröffentlichte ihn auf der EP „The Clans Are Marching“. Der Song war bereits seit den Anfangstagen der Band ein fester Bestandteil des Livesets. Mit „Ragnarök“ war bereits ein Vorgeschmack auf den kommenden dritten Teil der Wikinger-Trilogy enthalten. Der Song hieß auf dem Album dann allerdings „Prelude“ während ein anderer Song mit dem Titel „Ragnarök“ auf dem Album enthalten war. Mit „My Blood in the Snow“ ist auf der EP noch ein Song vorhanden, der nur hier zu finden ist.
Noch im gleichen Jahr wurde mit „Arise – From Ginnungagap to Ragnarök – The History of the Vikings Part 3“ der abschließende Teil der Wikinger-Trilogy veröffentlicht. Diesmal drehte sich alles um die nordische Mythologie. Vorgestellt wurden hier einzelne Götter wie Odin, Thor, Loki und die Entstehung der Welt Midgard aus den Teilen des Leichnams des Riesen Ymir. Des Weiteren thematisierte man den Untergang der Götter in der letzten Schlacht Ragnarök. Musikalisch bewegten sich Rebellion auf diesem Album erstmals weg vom klassischen Heavy- bzw. Power-Metal. Die Songs waren weitaus härter und verarbeiteten teils Elemente aus dem Thrash Metal. Auch wurde diesmal keine komplette Tour, sondern nur vereinzelte Konzerte gespielt. 2010 kehrte man wieder auf das Summer-Breeze-Festival zurück.
Am Ende des Jahres 2010 verließen sowohl Gründungsmitglied Uwe Lulis, als auch Simone Wenzel und Gerd Lücking die Band. Die beiden verbliebenen Mitglieder Michael Seifert und Tomi Göttlich dachten angesichts dieser Situation sogar daran Rebellion aufzulösen.
Durch zahlreiche E-Mails von Fans aus der ganzen Welt ermutigt, beschlossen Seifert und Göttlich wenige Monate später jedoch die Band weiterzuführen. Als neue Gitarristen kamen Oliver Geibig, mit dem Göttlich bereits in den Bands „The Magic of Radio“ und „Schlammbein“ spielte, und Stephan Karut hinzu. Neuer Schlagzeuger wurde Matthias Karle, nachdem ein Engagement des Tschechen David Faifer an seinem Umzug nach Deutschland gescheitert war.
Im Herbst 2012 erschien mit „Arminius – Furor Teutonicus“ seit drei Jahren wieder ein neues Album. Hatte man auf den drei Alben zuvor die Geschichte rund um die Wikinger vertont, blieb man diesmal thematisch in heimischen Gefilden. Das Album handelt vom Cherusker Arminius, der die Legionen des Varus in der Schlacht im Teutoburger Wald vernichtend besiegte. Drummer Matthias Karle stieg nach der anschließenden Tour allerdings aus persönlichen Gründen wieder aus. Neuer Schlagzeuger wurde Timo Schneider, der den Fans im humoristischen Video „Drummer from Hell“ bei YouTube vorgestellt wurde. Zum Lied „Ala Germanica“ wurde erneut ein Musikvideo veröffentlicht.
Für das nächste Album „Wyrd bid ful araed“ („Das Schicksal ist unausweichlich“) ließ man sich weitere drei Jahre Zeit und veröffentlichte es im Jahr 2015. Man blieb thematisch bei den westgermanischen Völkern und wandte sich den Sachsen zu. Hierbei wurde der Krieg mit den Franken unter Karl dem Großen und die Expansion auf die britischen Inseln genau beleuchtet. Auch die heidnischen Bräuche des Volkes fanden nähere Erwähnung. Mit „Hengist“ gab es auch dieses Mal wieder ein Musikvideo zu einem Song des Albums. Erneut tourte man durch Deutschland. Im Jahr 2016 sollte man eigentlich auf dem „Schiffenberg rockt!“-Festival mit Bands wie Grailknights, StormHammer und Blind Guardian spielen, das Festival wurde allerdings von Seiten des Veranstalters abgesagt. Der neue Schlagzeuger Timo Schneider stieg bereits im Oktober 2016 wieder aus. Nur kurze Zeit später wurde mit Tommy Telkemeyer sein Nachfolger vorgestellt.
Nachdem man nun fünf Alben mit historischen Themen veröffentlicht hatte, kehrte man auf Wunsch von Sänger Michael Seifert für das nächste Album wieder zu literarischen Themen zurück. Wieder einmal war William Shakespeare die Inspiration, denn Seifert hatte König Lear vorgeschlagen. So erschien im Januar 2018 „A Tragedy in Steel Part 2: Shakespeare's King Lear“. Entsprechend der düsteren Geschichte fiel das Album diesmal weitaus schwermütiger aus als man es bisher gewohnt war. Man arbeitete mit teils sehr doomigen Riffs, die an die Frühphase von Black Sabbath erinnerten. Auch verwendete man wie beim ersten Album wieder ausgedehnte Sprachpassagen. Zum Opener des Albums, „A Fools Tale“ erschien auch diesmal wieder ein Musikvideo. Die anschließende Tour lief folgerichtig unter dem Shakespeare-Motto und es wurden hauptsächlich Songs der beiden „Tragedy in Steel“ Alben sowie einige Klassiker gespielt.
Ende des Jahres 2019 verkündete Gitarrist Oliver Geibig nach acht Jahren seinen Ausstieg; sein Nachfolger wurde Martin Giemza. Dieser wurde den Fans im Anschluss auf einigen Konzerten vorgestellt. Ende Januar 2020 verkündeten auch Gitarrist Stephan Karut und Schlagzeuger Tommy Telkemeyer ihren Ausstieg aus der Band. Somit sind Sänger Michael Seifert und Bassist Tomi Göttlich sowohl die einzigen verbleibenden Mitglieder der Ur-Besetzung als auch der Reunion Besetzung.

## Diskografie

### Alben
- 2002 – Shakespeare’s Macbeth – A Tragedy in Steel (Drakkar Records/BMG)
- 2003 – Born a Rebel (Drakkar Records/BMG)
- 2005 – Sagas of Iceland – The History of the Vikings Volume 1 (Massacre Records/Soulfood)
- 2007 – Miklagard – The History of the Vikings Volume 2 (Massacre Records/Soulfood)
- 2009 – Arise: From Ginnungagap to Ragnarök – The History of the Vikings Volume 3 (Massacre Records/Soulfood)
- 2012 – Arminius Furor Teutonicus (Massacre Records/Soulfood)
- 2015 – Wyrd bið ful aræd – The History of the Saxons (Massacre Records/Soulfood)
- 2018 – A Tragedy In Steel Part II: Shakespeare's King Lear (Massacre Records/Soulfood)
- 2021 – We Are the People (Massacre Records/Soulfood)
- 2023 –  -X- Live in Iberia (Massacre Records/Soulfood)

### Singles und EPs
- 2006 – Miklagard
- 2009 – The Clans Are Marching

### Kompilationen
- 2012 – The Best of Viking History (ausschließlich digital erhältlich)

### Musikvideos
- 2006 – Miklagard
- 2012 – Ala Germanica
- 2015 – Hengist
- 2018 – A Fool's Tale